# Štěpán Vladislav
Štěpán Vladislav I. (srbsky Стефан Владислав I, Stefan Vladislav I., někdy jen Vladislav, okolo 1195 – po 1243) byl syn srbského župana (od roku 1217 krále) Stefana z dynastie Nemanjićů a jeho první choti Eudokie z byzantské císařské dynastie Angelů a srbský král v letech 1233/1234–1243.

## Před nástupem
Narodil se okolo roku 1195 jako jeden ze synů Stefana Nemanjiće, od 1196 velkého rašského (srbského) župana, a jeho první ženy Eudokie Angeliny, dcery byzantského basilea (císaře) Alexia III. Angela. V době Vladislavova narození (1196) se jeho děd, velký rašský župan Stefan Nemanja vzdal vlády ve prospěch svého druhorozeného syna Stefana, Vladislavova otce. Mladý princ brzy ztratil matku – Eudokia byla někdy na přelomu století zapuzena. Jako nová matka byla tehdy již patrně dospělému Vladislavovi přivedena Anna, vnučka zesnulého benátského dóžete Enrica Dandola. Stefan, který se r. 1217 stal králem, zemřel 24. září nejspíše roku 1228 a jeho nástupcem se stal Vladislavův starší bratr Radoslav (1227/8–1223/4). Radoslav byl slabý panovník, podléhal vlivu své manželky a svého tchána, epirského despoty Theodora a dostal se s Vladislavem do sporů. (Oba bratry se snažil udobřit jejich strýc, arcibiskup Sáva.) Vladislav se postavil do čela opozice proti Radoslavovi, který r. 1230 přišel o podporu svého tchána Theodora, poraženého a zajatého bulharským carem Ivanem Asenem II. v bitvě u Klokotnice.

## Králem
Kolem roku 1234 se Vladislavovi povedlo bratra svrhnout a byl korunován jako Stefan Vladislav I. svým strýcem arcibiskupem Sávou. Sáva také sehnal Vladislavovi manželku - dceru mocného bulharského cara Ivana Asena II. Beloslavu. Tímto sňatkem se Srbsko dostalo pod vliv bulharského cara. Arcibiskup Sáva se proto vzdal své hodnosti a odešel na pouť do Palestiny. Sáva zemřel na zpáteční cestě v sídelním městě Asena II., v Tarnovu. Vladislav dlouho s Asenem II. jednal o vydání Sávova těla, vypravil se do Tarnova a nakonec byl úspěšný – roku 1237 byl Sáva slavnostně pohřben v Mileševu. Později byl Sáva svatořečen srbskou církví. K Vladislavově smůle však Ivan Asen II. v červnu 1241 zemřel. Carovou smrtí Vladislav ztratil mocného příbuzného a spojence. Vznikaly nepokoje, které dosáhly vrcholu roku 1243, kdy byl Vladislav sesazen a za krále prohlášen nejmladší a patrně nejschopnější syn krále Stefana I. a Anny Dandoly Uroš jako Stefan Uroš I., který pokračoval v expanzivní politice svého otce a děda. O Vladislavově dalším osudu nejsou žádné zprávy. Byl pohřben v klášteře Mileševa, jehož byl fundátorem.